# Givry (Yonne)
Givry je francouzská obec v departementu Yonne v regionu Burgundsko-Franche-Comté. V roce 2009 zde žilo 181 obyvatel.

## Poloha
Obec leží 9 km severozápadně od města Avallon. Sousedí s obcemi: Sermizelles, Girolles, Vault-de-Lugny, Domecy-sur-le-Vault, Asquins, Montillot a Blannay.